# Небостъргач (филм, 1959)
„Небостъргач“ (на английски: Skyscraper) е американски късометражен документален филм от 1959 година.

## Сюжет
Филмът проследява историята по изграждането на „Тишман Билдинг“ на 5-о авеню номер 666 в Ню Йорк в периода 1957-1958 години. Заснемането се коментира от различни хора, които участват в изграждането. Първоначално е показана предварителната работа, промишлени дизайни, макети и чертежи. След това идват кадри от разрушаването на старите сгради, които са се намирали на терена, придружени с взривни и изкопни работи. Небостъргача се строи, получавайки иновативна алуминиева фасада. След екстериора идва ред и на интериорния дизайн, който отнема също толкова време, колкото и конструкцията на сградата. Особено внимание в коментарите се обръща на системата за пречистване на въздуха. След 18 месеца строителство, кулата отваря врати. Около два милиона души са били пряко или косвено свързани с изграждането на небостъргача. Следват кадри от всекидневния живот в сградата.

## Награди и номинации
- Награда Златна врата за най-добър късометражен документален филм от Международния кинофестивал в Сан Франциско, Калифорния през 1959 година.
- Номинация за Оскар за най-добър късометражен документален филм от 1960 година.[1]